# めばえ (雑誌)
『めばえ』は、小学館が発行している幼児向け雑誌。1959年創刊。

## 概要
主に2歳から4歳までの幼児をターゲットとし、絵本、図鑑、子供達に人気が高いテレビアニメ、特撮、玩具、キャラクターの情報で構成される。姉妹誌は同社発行の『（小学館の）幼稚園』・『ベビーブック』、競合誌は講談社発行の『おともだち』･『げんき』である。0～4歳の乳幼児に特に人気が高いキャラクター『それいけ!アンパンマン』が本誌や姉妹誌『ベビーブック』の看板コンテンツとして、独占的に掲載されている。発行部数は『おともだち』の1.5倍程度と高い人気を誇っているが、『おともだち』側が人気面で持ち直したこともあり、一時と比べると差がやや縮んでいる。
かつては4歳児（年中児）前後向けに「よいこ」も刊行されていたが、本誌と「（小学館の）幼稚園」に統合する形で休刊された。

## 現在の掲載作品
※()内は～年から掲載開始
- おかあさんといっしょ（旧 うたのえほん）内の人形劇（最新作は『ファンターネ!』）（1960年10月号 -）※
- リカちゃん（1967年 -）※
- ドラえもん（1973年5月号 - 10月号、1979年5月号 -）
- スーパー戦隊シリーズ（最新作は『王様戦隊キングオージャー』）（1975年5月号 -）※
- ハローキティ（1976年 -）
- トミカ（1980年代 -）※
- 仮面ライダーシリーズ（最新作は『仮面ライダーガッチャード』）（1987年11月号 -）※
- それいけ!アンパンマン（『フレーベル館』より）（1988年11月号 -）
- ちびまる子ちゃん（集英社の少女誌『りぼん』から参加）（1990年2月号 - 1992年10月号、1995年2月号 - 2001年、2010年2月号-）
- きかんしゃトーマス（1990年11月号 -）※
- クレヨンしんちゃん（双葉社の漫画誌『月刊まんがタウン』から参加）（1992年5月号 -）
- ポケットモンスターシリーズ（最新作は『ポケットモンスター』）（1997年5月号 -）
- ミッキー&フレンズ※（2008年8月号 -）（1983年の東京ディズニーランド開園以降？から2008年6月までの長い間、講談社系の雑誌のみが取り上げていた。）
- くまのプーさん※（2008年8月号 -）（同上）
- ディズニープリンセス※（2008年8月号 -）（2000年代初頭から2008年6月までの長い間、講談社系の雑誌のみが取り上げていた。）
- はなかっぱ（KADOKAWAの絵本から参加）（2010年5月号 -）
- まみむめもんち - 坂崎千春（2011年4月号 -）
- パッコロリン（2011年5月号 -）
- ゴー!ゴー!キッチン戦隊クックルン（2013年5月号 -）
- 妖怪ウォッチ（2014年2月号 -）
- びじゅチューン!(2016年 -）
- パウ・パトロール（2019年 -）
- ガールズ×戦士シリーズ（最新作はビッ友×戦士 キラメキパワーズ!（2017年 -）
- かいじゅうステップ（2018年9月号 -）
- のりものまん モービルランドのカークン（2020年5月号 -）

## 過去の掲載作品

### 1960年代掲載
- NHKのおかあさんといっしょ（旧 うたのえほん）内の人形劇
  - ブーフーウー（1960年10月号 - 1967年4月号）
  - ダットくん（1967年5月号 - 1969年10月号）
  - とんちんこぼうず（1969年11月号 - 1971年4月号）
  - とんでけブッチー※（1971年5月号 - 1974年4月号）
  - うごけぼくのえ※（1974年5月号 - 1976年4月号）
  - ゴロンタ劇場※（1976年5月号 - 1979年4月号）
  - ブンブンたいむ※（1979年5月号 - 1982年4月号）
  - にこにこぷん※（1982年5月号 - 1992年10月号）
  - ドレミファ・どーなっつ!※（1992年11月号 - 2000年4月号）
  - ぐーチョコランタン※（2000年5月号 - 2009年4月号)
  - モノランモノラン※（2009年5月号 - 2011年4月号）
  - ポコポッテイト※（2011年5月号 - 2016年4月号）
  - ガラピコぷ〜※（2016年5月号 - 2022年4月号）
- ひょっこりひょうたん島（オリジナル版のみ掲載）※（1964年 - 1969年）
- オバケのQ太郎シリーズ
  - オバケのQ太郎（1965年版）※オリジナル漫画として掲載された（作・絵／藤子不二雄）（1965年9月号 - 1967年4月号）
  - 新オバケのQ太郎※オリジナル漫画として掲載された（作・絵／藤子不二雄）（1971年4月号 - 1974年3月号）
  - オバケのQ太郎（1985年版）（1985年5月号 - 1987年4月号）
- 未来からきた少年 スーパージェッター（1965年2月号 - 1966年2月号）
- 宇宙エース（1965年6月号 - 1966年5月号）
- ウルトラシリーズ（1966年2月号 - 2007年4月号）（ウルトラマンパワード及びウルトラマンティガ〜ウルトラマンガイアまで未掲載）
  - ウルトラQ※（1966年2月号 - 7月号）
  - ウルトラマン※（1966年8月号 - 1967年5月号）
  - ウルトラセブン※（1967年11月号 - 1968年10月号）
  - 帰ってきたウルトラマン（1971年5月号 - 1972年4月号）
  - ウルトラマンA（1972年5月号 - 1973年4月号）
  - ウルトラマンタロウ（1973年5月号 - 1974年4月号）
  - ウルトラマンレオ（1974年5月号 - 1975年4月号）
  - ザ☆ウルトラマン※（1979年5月号 - 1980年4月号）
  - ウルトラマン80※（1980年5月号 - 1981年4月号）
  - アンドロメロス（1983年3月号 - 5月号）
  - 平成ウルトラセブンシリーズ（1994年4月号、11月号）
  - ウルトラマンG※（1995年8月号 - 10月号）
  - ウルトラマンネオス（1995年）
  - ウルトラマンゼアス（1996年4月号、1997年5月号）
  - ウルトラニャン（1997年5月号、1998年4月号）
  - ウルトラマンコスモス※（2001年8月号 - 2002年10月号）
  - ウルトラマンネクサス※（2004年11月号 - 2005年7月号）
  - ウルトラマンマックス※（2005年8月号 - 2006年4月号）
  - ウルトラマンメビウス※（2006年5月号 - 2007年4月号）
  - ウルトラマンジード※（2017年9月号 - 2017年12月号）
- おそ松くん（1作目のみ掲載）（1966年3月号 - 1967年4月号）
- ロボタンシリーズ（1966年11月号 - 1968年10月号、1986年2月号 - 10月号）
- 快獣ブースカ（1966年12月号 - 1967年10月号）
  - ブースカ! ブースカ!!（1999年11月号 - 2000年7月号)
- 魔法使いサリー シリーズ（1967年1月号 - 1969年1月号、1989年11月号 - 1991年11月号）
- 悟空の大冒険（1967年2月号 - 10月号）
- パーマンシリーズ（1967年3月号 - 1968年7月号、1983年5月号 - 1987年10月号）
- 仮面の忍者 赤影シリーズ（1967年5月号 - 1968年4月号、1987年11月号 - 1988年4月号）
- マッハGoGoGoシリーズ（1967年5月号 - 1968年4月号、1997年2月号 - 10月号）
- キャプテンウルトラ（1967年5月号 - 10月号）
- 冒険ガボテン島（少年誌『週刊少年サンデー』から参加）（1967年5月号 - 1968年1月号）
- コメットさん（1967年8月号 - 1969年1月号、1978年7月号 - 1979年10月号）
  - Cosmic Baton Girl コメットさん☆（2001年5月号 - 2002年2月号）
- ジャイアントロボ（1967年11月号 - 1968年5月号）
- おらぁグズラだど（1967年11月号 - 1968年10月号）
- ウメ星デンカ（1969年5月号 - 10月号）
- サザエさん（大手紙朝日新聞から参加）（1969年11月号 - 1970年代後半）

### 1970年代掲載
- チビラくん（1970年4月号 - 1971年10月号）
- 昆虫物語 みなしごハッチシリーズ（1970年5月号 - 1972年1月号、1974年5月号 - 10月号、1989年8月号 - 1990年9月号）
- いなかっぺ大将（1970年11月号 - 1972年10月号）
- ゲゲゲの鬼太郎（2作目）（1971年11月号 - 1972年10月号）
- シルバー仮面（1971年12月号 - 1972年6月号）
- ミラーマン（1972年1月号 - 12月号）
- 樫の木モック（1972年2月号 - 1973年1月号）
- 赤胴鈴之助（1972年5月号 - 1973年4月号）
- レッドマン（1972年5月号 - 11月号）
- 快傑ライオン丸（1972年5月号 - 1973年4月号）
  - 風雲ライオン丸（1973年5月号 - 10月号）
- セサミストリート（1972年5月号 - 不明）
- 人造人間キカイダー（1972年8月号 - 1973年5月号）
  - キカイダー01（1973年6月号 - 1974年4月号）
- サンダーマスク（1972年11月号 - 1973年4月号）
- アイアンキング（1972年11月号 - 1973年5月号）
- 科学忍者隊ガッチャマン（1972年11月号 - 1974年10月号）
  - 科学忍者隊ガッチャマンII（1978年11月号 - 1979年10月号）
  - 科学忍者隊ガッチャマンF（1979年11月号 - 1980年9月号）
- ジャンボーグA（1973年2月号 - 1974年1月号）
- ファイヤーマン（1973年2月号 - 8月号）
- けろっこデメタン（1973年2月号 - 10月号）
- 山ねずみロッキーチャック（1973年2月号 - 1974年1月号）
- ジャングル黒べえ（1973年4月号 - 1974年1月号）
- ひらけ!ポンキッキ※（1973年5月号 - 1993年10月号）
  - ポンキッキーズ※（1993年11月号 - 2001年4月号、2005年5月号 - 2006年4月号)
  - ポンキッキーズ21※（2001年5月号 - 2005年4月号)
  - ポンキッキ※（2006年5月号 - 2007年4月号)
- ミラクル少女リミットちゃん（1973年11月号 - 1974年4月号）
- ダイヤモンド・アイ（1973年11月号 - 1974年4月号）
- イナズマン（1973年11月号 - 1974年4月号）
  - イナズマンF（1974年5月号 - 10月号）
- ドロロンえん魔くん（1973年11月号 - 1974年4月号）
- カリメロ(1作目のみ掲載)（1974年11月号 - 1975年10月号）
- がんばれ!!ロボコン（1974年11月号 - 1977年4月号）
  - 燃えろ!!ロボコン※（1999年2月号 - 2000年2月号）
- はじめ人間ギャートルズ（1974年11月号 - 1976年4月号）
- てんとう虫の歌（1974年11月号 - 1976年10月号）
- 世界名作劇場（家なき子レミまで）（1975年2月号 - 1997年4月号）
- 正義のシンボル コンドールマン（1975年5月号 - 10月号）
- スーパー戦隊シリーズ（バトルフィーバーJのみ未掲載）（1975年5月号 -）
  - 秘密戦隊ゴレンジャー（1975年5月号 - 1977年4月号）
  - ジャッカー電撃隊（1977年5月号 - 1978年1月号）
  - 電子戦隊デンジマン※（1980年3月号 - 1981年2月号）
  - 太陽戦隊サンバルカン※（1981年3月号 - 1982年2月号）
  - 大戦隊ゴーグルファイブ※（1982年3月号 - 1983年2月号）
  - 科学戦隊ダイナマン※（1983年3月号 - 1984年2月号）
  - 超電子バイオマン※（1984年3月号 - 1985年2月号）
  - 電撃戦隊チェンジマン※（1985年3月号 - 1986年3月号）
  - 超新星フラッシュマン※（1986年4月号 - 1987年3月号）
  - 光戦隊マスクマン※（1987年4月号 - 1988年3月号）
  - 超獣戦隊ライブマン※（1988年4月号 - 1989年3月号）
  - 高速戦隊ターボレンジャー※（1989年4月号 - 1990年3月号）
  - 地球戦隊ファイブマン※（1990年4月号 - 1991年2月号）
  - 鳥人戦隊ジェットマン※（1991年3月号 - 1992年2月号）
  - 恐竜戦隊ジュウレンジャー※（1992年3月号 - 1993年2月号）
  - 五星戦隊ダイレンジャー※（1993年3月号 - 1994年2月号）
  - 忍者戦隊カクレンジャー※（1994年3月号 - 1995年3月号）
  - 超力戦隊オーレンジャー※（1995年4月号 - 1996年3月号）
  - 激走戦隊カーレンジャー※（1996年4月号 - 1997年2月号）
  - 電磁戦隊メガレンジャー※（1997年3月号 - 1998年2月号）
  - 星獣戦隊ギンガマン※（1998年3月号 - 1999年2月号）
  - 救急戦隊ゴーゴーファイブ※（1999年3月号 - 2000年2月号）
  - 未来戦隊タイムレンジャー※（2000年3月号 - 2001年2月号）
  - 百獣戦隊ガオレンジャー※（2001年3月号 - 2002年2月号）
  - 忍風戦隊ハリケンジャー※（2002年3月号 - 2003年2月号）
  - 爆竜戦隊アバレンジャー※（2003年3月号 - 2004年2月号）
  - 特捜戦隊デカレンジャー※（2004年3月号 - 2005年2月号）
  - 魔法戦隊マジレンジャー※（2005年3月号 - 2006年2月号）
  - 轟轟戦隊ボウケンジャー※（2006年3月号 - 2007年2月号）
  - 獣拳戦隊ゲキレンジャー※（2007年3月号 - 2008年2月号）
  - 炎神戦隊ゴーオンジャー※（2008年3月号 - 2009年2月号）
  - 侍戦隊シンケンジャー※（2009年3月号 - 2010年2月号）
  - 天装戦隊ゴセイジャー※（2010年3月号 - 2011年2月号）
  - 海賊戦隊ゴーカイジャー※（2011年3月号 - 2012年2月号）
  - 特命戦隊ゴーバスターズ※（2012年3月号 - 2013年2月号）
  - 獣電戦隊キョウリュウジャー※（2013年3月号 - 2014年2月号）
  - 烈車戦隊トッキュウジャー※（2014年3月号 - 2015年2月号）
  - 手裏剣戦隊ニンニンジャー※（2015年3月号 - 2016年2月号）
  - 動物戦隊ジュウオウジャー※（2016年3月号 - 2017年2月号）
  - 宇宙戦隊キュウレンジャー※
  - 快盗戦隊ルパンレンジャーVS警察戦隊パトレンジャー※
  - 騎士竜戦隊リュウソウジャー※
  - 魔進戦隊キラメイジャー※
- タイムボカンシリーズ（1975年11月号 - 1983年4月号、1992年 - 不明、2008年2月号 - 2009年10月号）
  - タイムボカン（1975年11月号 - 1977年1月号）
  - ヤッターマン（2008年版では※）（1977年2月号 - 1979年2月号、1992年 - 不明、2008年2月号 - 2009年10月号）
  - ゼンダマン（1979年3月号 - 1980年2月号）
  - タイムパトロール隊オタスケマン（1980年3月号 - 1981年2月号）
  - ヤットデタマン（1981年3月号 - 1982年2月号）
  - 逆転イッパツマン（1982年3月号 - 1983年4月号）
- キキとララ（1976年 - 不明、2003年ごろ - 不明）
- ザ・カゲスター（1976年5月号 - 12月号）
- ピコリーノの冒険（1976年5月号 - 1977年6月号）
- UFO戦士ダイアポロン（1976年5月号 - 1977年3月号）
- マシンハヤブサ（1976年5月号 - 10月号）
- 長浜ロマンロボシリーズ
  - 超電磁ロボ コン・バトラーV（1976年5月号 - 1977年6月号）
  - 超電磁マシーン ボルテスV（1977年7月号 - 1978年4月号）
  - 闘将ダイモス（1978年5月号 - 1979年2月号）
- ブロッカー軍団IVマシーンブラスター（1976年8月号 - 1977年4月号）
- グロイザーX（1976年8月号 - 1977年4月号）
- ポールのミラクル大作戦（1976年11月号 - 1977年10月号）
- ろぼっ子ビートン（1976年11月号 - 1977年10月号）
- 恐竜シリーズ（1976年11月号 - 1979年7月号）
  - 恐竜探険隊ボーンフリー（1976年11月号 - 1977年4月号）
  - 恐竜大戦争アイゼンボーグ（1977年11月号 - 1978年7月号）
  - 恐竜戦隊コセイドン（1978年8月号 - 1979年7月号）
- プロレスの星 アステカイザー（1976年11月号 - 1977年4月号）
- 5年3組魔法組（1977年1月号 - 11月号）
- 合身戦隊メカンダーロボ（1977年4月号 - 1978年1月号）
- 氷河戦士ガイスラッガー※（1977年5月号 - 10月号）
- 超合体魔術ロボ ギンガイザー※（1977年5月号 - 11月号）
- ロボット110番（1977年5月号 - 1978年2月号）
- アローエンブレム グランプリの鷹 (1978年2月号)
- 一発貫太くん（1977年10月号 - 1978年10月号）
- 冒険ファミリー ここは惑星0番地（1977年10月号 - 1978年2月号）
- 風船少女テンプルちゃん（1977年11月号 - 1978年4月号）
- 激走!ルーベンカイザー（1977年11月号 - 1978年2月号）
- 超スーパーカー ガッタイガー（1977年11月号 - 1978年4月号）
- 透明ドリちゃん（1978年2月号 - 7月号）
- 未来少年コナン（1978年5月号 - 11月号）
- 宇宙からのメッセージ・銀河大戦※（1978年8月号 - 1979年2月号）
- 宇宙魔神ダイケンゴー（1978年8月号 - 1979年3月号）
- ふしぎ犬トントン（1978年11月号 - 1979年5月号）
- 花の子ルンルン（1979年3月号 - 1980年3月号）
- サイボーグ009シリーズ（1979年3月号 - 1980年4月号、2001年11月号 - 2002年11月号）
- 未来ロボ ダルタニアス（1979年5月号 - 1980年4月号）
- メガロマン（1979年5月号 - 1980年1月号）
- 科学冒険隊タンサー5（1979年8月号 - 1980年4月号）

### 1980年代掲載
- 森の陽気な小人たちベルフィーとリルビット（1980年2月号 - 8月号）
- 魔法少女ララベル（1980年4月号 - 1981年3月号）
- 宇宙大帝ゴッドシグマ（1980年4月号 - 1981年3月号）
- 怪物くん（第2シリーズのみ掲載、1980年10月号 - 1982年10月号）
- とんでも戦士ムテキング（1980年10月号 - 1981年10月号）
- 鉄腕アトム（1980年11月号 - 1982年1月号）
- Xボンバー（1980年11月号 - 1981年4月号）
- 百獣王ゴライオン（1981年4月号 - 1982年3月号）
- ハロー!サンディベル（1981年4月号 - 1982年3月号）
- Dr.スランプ アラレちゃん（集英社の少年誌『週刊少年ジャンプ』から参加）（1981年5月号 - 1986年3月号）
- 忍者ハットリくん（アニメ版のみ掲載、1981年11月号 - 1988年1月号）
- あさりちゃん（1982年2月号 - 1983年3月号）
- 魔法のプリンセス ミンキーモモ※（1982年4月号 - 1983年6月号、1991年11月号 - 1994年3月号）
- 機甲艦隊ダイラガーXV（1982年4月号 - 1983年4月号）
- 太陽の子エステバン（1982年7月号 - 1983年7月号）
- サイボットロボッチ（1982年11月号 - 1983年7月号）
- フクちゃん（1982年12月号 - 1984年4月号）
- メタルヒーローシリーズ（1983年4月号 - 1984年3月号、1990年2月号 - 1999年2月号）（宇宙刑事ギャバン及び宇宙刑事シャイダー〜機動刑事ジバンまで未掲載）　
  - 宇宙刑事シャリバン※（1983年4月号 - 1984年3月号）
  - 特警ウインスペクター※（1990年2月号 - 1991年2月号）
  - 特救指令ソルブレイン※（1991年2月号 - 1992年2月号）
  - 特捜エクシードラフト※（1992年2月号 - 1993年2月号）
  - 特捜ロボジャンパーソン※（1993年2月号 - 1994年2月号）
  - ブルースワット※（1994年2月号 - 1995年2月号）
  - 重甲ビーファイター※（1995年2月号 - 1996年3月号）
  - ビーファイターカブト※（1996年4月号 - 1997年3月号）
  - ビーロボカブタック※（1997年4月号 - 1998年3月号）　
  - テツワン探偵ロボタック※（1998年4月号 - 1999年2月号）
- おーい!はに丸※　(1983年-不明)
- 光速電神アルベガス（1983年5月号 - 1984年3月号）
- レディジョージィ（1983年5月号 - 1984年3月号）
- ぴえろ魔法少女シリーズ（1983年8月号 - 1986年9月号）
  - 魔法の天使クリィミーマミ※（1983年8月号 - 1984年6月号）
  - 魔法の妖精ペルシャ（『集英社』より）（1984年8月号 - 1985年6月号）
  - 魔法のスターマジカルエミ（1985年7月号 - 1986年3月号）
  - 魔法のアイドルパステルユーミ（1986年4月号 - 1986年9月号）
  - 魔法のデザイナーファッションララ - スタジオぴえろとセイカのコラボレーションオリジナル商品の連載化作品。（1987年 - 不明）
- 星雲仮面マシンマン（1984年2月号 - 10月号）
- ビデオ戦士レザリオン（1984年4月号 - 1985年3月号）
- キン肉マン（集英社の少年誌『週刊少年ジャンプ』から参加）（1984年4月号 - 1986年11月号）
- TVオバケてれもんじゃ（1985年2月号 - 4月号）
- 兄弟拳バイクロッサー※（1985年2月号 - 10月号）
- プロゴルファー猿（1985年5月号 - 1988年4月号）
- へーい!ブンブー（1985年5月号 - 1986年4月号）
- 宇宙船サジタリウス（1986年2月号 - 1987年11月号）
- 東映不思議コメディーシリーズ（1986年5月号 - 1993年11月号）
  - もりもりぼっくん※（1986年5月号 - 1987年1月号）
  - おもいっきり探偵団 覇悪怒組※（1987年2月号 - 1988年1月号）
  - じゃあまん探偵団 魔隣組※（1988年2月号 - 1989年1月号）
  - 魔法少女ちゅうかなぱいぱい!※（1989年2月号 - 7月号）
  - 魔法少女ちゅうかないぱねま!※（1989年8月号 - 1990年1月号）
  - 美少女仮面ポワトリン※（1990年2月号 - 1991年1月号）
  - 不思議少女ナイルなトトメス※（1991年2月号 - 1992年1月号）
  - うたう!大龍宮城※（1992年2月号 - 1993年1月号）
  - 有言実行三姉妹シュシュトリアン※（1993年2月号 - 11月号）
- マシンロボシリーズ（1986年5月号 - 1987年1月号）
  - マシンロボ クロノスの大逆襲（1986年8月号 - 1988年1月号）
  - マシンロボ ぶっちぎりバトルハッカーズ（1987年7月号 - 1988年1月号）
- エスパー魔美（1987年5月号 - 1989年11月号）
- ウルトラB（中央公論新社のセル画付コミックス『藤子不二雄ランド』から参加）（1987年5月号 - 1989年4月号）
- 仮面ライダーシリーズ（1987年11月号 -）
  - 仮面ライダーBLACK（1987年11月号 -　1988年10月号）
  - 仮面ライダーBLACK RX※（1988年11月号 -　1989年10月号）
  - 仮面ライダークウガ※（2000年2月号 - 2001年2月号）
  - 仮面ライダーアギト※（2001年2月号 - 2002年2月号）
  - 仮面ライダー龍騎※（2002年2月号 - 2003年2月号）
  - 仮面ライダー555（ファイズ）※（2003年2月号 - 2004年2月号）
  - 仮面ライダー剣（ブレイド）※（2004年2月号 - 2005年2月号）
  - 仮面ライダー響鬼※（2005年2月号 - 2006年2月号）
  - 仮面ライダーカブト※（2006年2月号 - 2007年2月号）
  - 仮面ライダー電王※（2007年2月号 - 2008年2月号）
  - 仮面ライダーキバ※（2008年2月号 - 2009年2月号）
  - 仮面ライダーディケイド※（2009年2月号 - 9月号）
  - 仮面ライダーW※（2009年10月号 - 2010年9月号）
  - 仮面ライダーオーズ/OOO※（2010年10月号 - 2011年9月号）
  - 仮面ライダーフォーゼ※（2011年10月号 - 2012年9月号）
  - 仮面ライダーウィザード※（2012年10月号 - 2013年10月号）
  - 仮面ライダー鎧武※（2013年11月号 - 2014年10月号）
  - 仮面ライダードライブ※（2014年11月号 - 2015年10月号）
  - 仮面ライダーゴースト※（2015年11月号 - 2016年10月号）
  - 仮面ライダーエグゼイド※（2016年11月号 - 2017年10月号）
  - 仮面ライダービルド※
  - 仮面ライダージオウ※
  - 仮面ライダーゼロワン※
  - 仮面ライダーセイバー※
  - 仮面ライダーリバイス※
- キテレツ大百科（1988年5月号 - 1989年4月号）
- けろけろけろっぴ（1988年 - 1994年）
- ビリ犬（1988年8月号 - 1989年4月号）
  - ビリ犬なんでも商会（1989年5月号 - 10月号）
- まじかるハット（1989年11月号 - 1990年8月号）
- チンプイ（中央公論新社のセル画付コミックス『藤子不二雄ランド』から参加）

### 1990年代掲載
- おばけのホーリー（1991年2月号 - 1992年5月号）
- スピルバーグのアニメ タイニー・トゥーン（1991年5月号 - 1992年10月号）
- いちねんせいマン - 沢田ユキオ（1991年5月号 - 1993年4月号）
- ちいさなおばけアッチコッチソッチ（ポプラ社の小さな童話から参加）（1991年5月号 - 1992年4月号）
- 超電動ロボ 鉄人28号FX（1992年5月号 - 1993年4月号）
- チロリン村物語（1992年5月号 - 1993年4月号）
- ノンタンといっしょ※（1992年11月号 - 1994年）
  - げんきげんき ノンタン （2002年12月号 - ）
- みかん絵日記（白泉社の少女誌『月刊LaLa』から参加）（1992年11月号 - 1993年7月号）
- 忍たま乱太郎（朝日小学生新聞から参加）（1993年5月号 - 1996年頃）
- ポコニャン!（1993年5月号 - 1996年2月号）
- 3丁目のタマ うちのタマ知りませんか?（1993年8月号 - 9月号、1994年5月号 - 10月号）
- ムカムカパラダイス（少女誌『ちゃお』から参加）（1993年10月号 - 1994年9月号）
- 愛と勇気のピッグガールとんでぶーりん（少女誌『ちゃお』から参加）（1994年11月号 - 1995年10月号）
- 愛天使伝説ウェディングピーチ（少女誌『ちゃお』から参加）（1995年5月号 - 1996年4月号）
- モジャ公（1995年11月号 - 1997年4月号）
- はりもぐハーリー（1996年9月号 - 1997年7月号）
- キューティーハニーF（少女誌『ちゃお』から参加）（1997年3月号 - 1998年2月号）
- ほのぼの村のウータン（NHK教育テレビジョンの人形劇から参加）（1997年5月号 - 2001年4月号）
- ポケットモンスターシリーズ（1997年5月号 -）
  - ポケットモンスター アニメ第1作（1997年5月号 - 2002年11月号）
  - ポケットモンスター アドバンスジェネレーション（2002年12月号 - 2006年9月号）
  - ポケットモンスター ダイヤモンド&パール（2006年10月号 - 2010年9月号）
  - ポケットモンスター ベストウイッシュ
  - ポケットモンスター XY
  - ポケットモンスター サン&ムーン
- スプーンひめのスイングキッチン
- おじゃる丸（1998年11月号 - 2002年）
- ボブとはたらくブーブーズ（1999年4号 - 不明）
- テレタビーズ（1999年5月号 - 2000年10月号、2001年2月号 - 4月号）
- スージーちゃんとマービー（おひさまから参加）（1999年5月号 - 2000年4月号、2001年5月号 - 2002年4月号）
- キョロちゃん（1999年8月号 - 2001年4月号）
- ビックリマン2000（ロッテの男児向けシール菓子『ビックリマン』から参加）（1999年11月号 - 2001年3月号）

### 2000年代掲載
- とっとこハム太郎シリーズ（2000年8月号 - 2008年4月号）
- ウサハナ（2001年 - 不明）
- パワーパフガールズ（2001年2月号 - 2002年1月号）
  - 出ましたっ!パワパフガールズZ（2006年8月号 - 2007年7月号）
- Dr.リンにきいてみて!（少女誌『ちゃお』から参加）（2001年4月号 - 2002年3月号）
- 星のカービィ（2001年11月号 - 2003年10月号）
- カスミン（2001年11月号 - 2003年11月号）
- わがまま☆フェアリー ミルモでポン!シリーズ（少女誌『ちゃお』から参加）[2]
- シナモロール（2002年 - 2008年）[3]
- でこぼこフレンズ（2002年5月号 - 2011年4月号）
- 美少女戦士セーラームーン（実写版のみ掲載。講談社の少女誌『なかよし』から参加）（2003年11月号 - 2004年10月号）※
- のりスタ!（2003年5月号 - 不明）
- 超星神シリーズ（2003年11月号 - 2006年7月号）
  - 超星神グランセイザー（2003年11月号 - 2004年10月号）
  - 幻星神ジャスティライザー（2004年11月号 - 2005年10月号）
  - 超星艦隊セイザーX（2005年11月号 - 2006年7月号）
- オシャレ魔女♥ラブandベリー（2005年 - 2008年10月号）
- ふしぎ星の☆ふたご姫シリーズ（2005年5月号 - 2007年4月号）
- 魔弾戦記リュウケンドー（2006年2月号 - 2007年1月号）
- ぜんまいざむらい（2006年5月号 - 2010年4月号）
- ぷるるんっ!しずくちゃん（岩崎書店の絵本から参加）（2006年11月号 - 2008年10月号）
- ぼくはくま（2007年秋？ - 不明）
- おしりかじり虫（2007年秋？ - 不明）
- そらジロー（2008年9月号のみ掲載。日本テレビのお天気キャラクター）
- たまごっち！（2009年11月号- 2015年10月号）
- スティッチシリーズ
  - スティッチ!（2008年11月号 - 2009年4月号）
  - リロ・アンド・スティッチ ザ・シリーズ（2009年5月号 - 2009年10月号）
  - スティッチ! ～いたずらエイリアンの大冒険～（2009年11月号 - 2010年7月号）
  - スティッチ! ～ずっと最高のトモダチ～（2010年8月号 - 2011年4月号）

### 2010年代掲載
- ガールズ×戦士シリーズ
  - アイドル×戦士 ミラクルちゅーんず!
  - 魔法×戦士 マジマジョピュアーズ!
  - ひみつ×戦士 ファントミラージュ!
  - ポリス×戦士 ラブパトリーナ!
- クッキンアイドル アイ!マイ!まいん!（2010年5月号 - 2013年4月号）
- とっとこハム太郎 でちゅ（2011年5月号 - 2013年4月号）

※＝「おともだち」「たのしい幼稚園」（講談社発行）にも掲載されている作品、もしくは掲載されていた作品

## 発行部数
2009年度の発行部数は20.9万部（日本雑誌協会の発表）である。2007年度は24.2万部であり、部数を落としている。それでも「おともだち」の1.5倍程度はある。
|                             | 1 - 3月    | 4 - 6月    | 7 - 9月    | 10 - 12月  |
| --------------------------- | ---------- | ---------- | ---------- | ---------- |
| 2008年（平成20年）          |            | 213,333 部 | 205,000 部 | 212,500 部 |
| 2009年（平成21年）          | 225,000 部 | 203,334 部 | 201,667 部 | 211,250 部 |
| 2010年（平成22年）          | 207,500 部 | 180,000 部 | 181,667 部 | 207,500 部 |
| 2011年（平成23年）          | 192,500 部 | 174,334 部 | 196,000 部 | 208,750 部 |
| 2012年（平成24年）          | 180,000 部 | 175,667 部 | 182,500 部 | 168,750 部 |
| 2013年（平成25年）          | 175,000 部 | 156,667 部 | 168,334 部 | 170,000 部 |
| 2014年（平成26年）          | 171,000 部 | 156,000 部 | 182,334 部 | 167,500 部 |
| 2015年（平成27年）          | 162,500 部 | 151,667 部 | 171,667 部 | 169,250 部 |
| 2016年（平成28年）          | 165,000 部 | 155,667 部 | 177,667 部 | 175,375 部 |
| 2017年（平成29年）          | 170,000 部 | 159,500 部 | 170,000 部 | 179,000 部 |
| 2018年（平成30年）          | 153,667 部 | 145,667 部 | 173,500 部 | 165,500 部 |
| 2019年（平成31年/令和元年） | 152,500 部 | 141,667 部 | 137,500 部 | 141,667 部 |
| 2020年（令和2年）           | 132,500 部 | 128,333 部 | 135,000 部 | 135,000 部 |
| 2021年（令和3年）           | 130,000 部 | 120,000 部 | 118,750 部 | 123,333 部 |
| 2022年（令和4年）           | 105,000 部 | 103,333 部 | 91,667 部  | 96,667 部  |

## 関連雑誌
- （小学館の）幼稚園
- ベビーブック
- マミイ
- おひさま
- てれびくん

## 競合雑誌
- おともだち
- たのしい幼稚園
- げんき
- テレビマガジン
- はじめてのテレビえほん いないいないばあっ!
- NHKのおかあさんといっしょ
- こどもちゃれんじ（ベネッセの幼児向け通信教育）